# Корно-Джовине
Корно-Джовине (итал. Corno Giovine) — коммуна в Италии, располагается в регионе Ломбардия, в провинции Лоди.
Население составляет 1206 человек (2008 г.), плотность населения составляет 134 чел./км². Занимает площадь 9 км². Почтовый индекс — 26846. Телефонный код — 0377.
Покровителем коммуны почитается священномученик Власий Севастийский (San Biagio), празднование 3 февраля.

## Демография
Динамика населения:

## Администрация коммуны
- Официальный сайт: